# Paul von Köberle

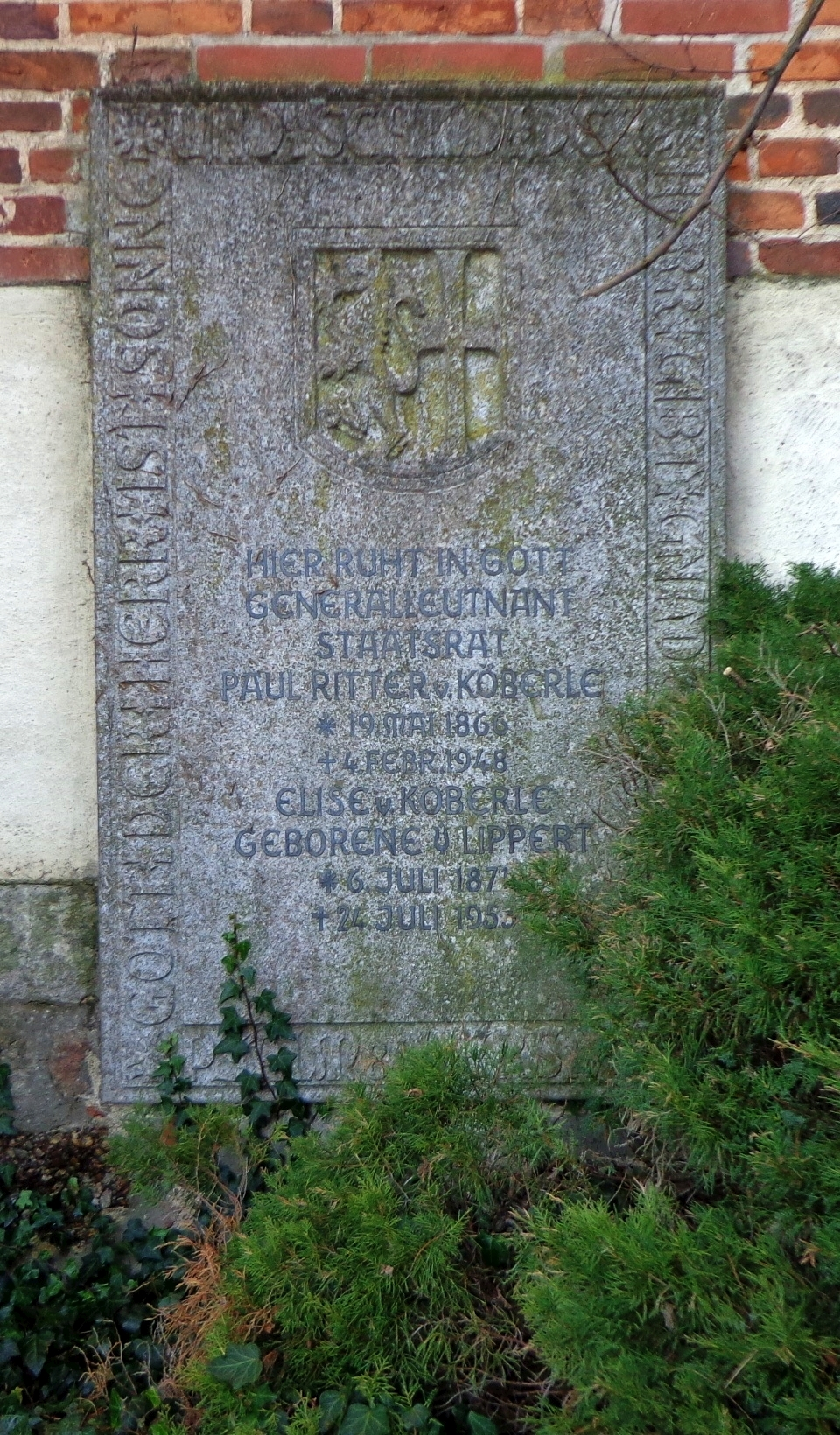
Lápida del teniente general Ritter von Köberle y su esposa en la Laurentiuskirche (Iglesia San Lorenzo) en Ortenburg.

Paul Köberle, desde 1917  Ritter von Köberle, (19 de mayo de 1866, Memmingen, Reino de Baviera, Imperio alemán - 4 de febrero de 1948, Rammelsbach, Alemania ocupada) fue un teniente general bávaro.

## Vida

### Origen y familia
Paul era el hijo del consejero de una la iglesia protestante, Hermann Köberle y su esposa Sophie, née Burger. Estuvo casado desde el 20 de abril de 1892 con Elise, nee Lippert. El matrimonio tuvo un hijo y tres hijas. Köberle y su esposa están enterrados en el cementerio de la Iglesia de San Lorenzo en Ortenburg.

### Carrera militar
Köberle se unió después de graduarse del Humanistic Gymnasium (Gimnasio de humanidades) el 21 de agosto de 1884 como voluntario de tres años en el 2º Batallón Pionero del Ejército Bávaro. Allí tuvo lugar el 8 de junio de 1886 su ascenso a teniente segundo. De 1895 a 1898, Köberle se graduó de la Academia Militar, lo que le otorgó la calificación para el Estado Mayor y de manera especial para el tema. En el curso de su carrera militar fue desde 1911 jefe del Departamento del Ejército Köberle División I (AI) en el Ministerio de Guerra.￼￼
Al estallar la Primera Guerra Mundial Köberle era Mayor general y, como tal, fue designado el 9 de febrero de 1916 como general de los pioneros en el 6º Ejército. Estuvo involucrado en los enfrentamientos en Flandes y Artois, luchó en la Tercera batalla de Ypres, Batalla de Arrás y en el Chemin des Dames y en el Ailette. Como comandante de la 6.ª División de Reserva Bávara Köberle para la obtuvo una defensa exitosa contra los intentos de avance del enemigo, en la u.   a. 20 tanques fueron destruidos, el 31 de julio de 1917 recibió la Orden del Caballero de la Orden Militar de Max Joseph. Su ciudad natal lo nombró ciudadano honorario el 31 de enero de 1918. En 1918 fue reemplazado de su cargo y transferido desde el 25 de agosto de 1918 como Representante Militar de Baviera en el Gran Cuartel General.
Después de la guerra, Köberle fue del 21 de enero de 1919 Consejero de Estado de Baviera y, como tal, jefe del Departamento de Asuntos Personales del Ministerio de Asuntos Militares del Estado. El 22 de agosto de 1919, Köberle renunció del servicio militar simultáneo con la concesión del cargo como teniente general.

## Condecoraciones
- Caballero de la Orden del mérito de la corona bávara  combinado con el premio de nobleza personal como Ritter von Köberle.
- Caballero de la Orden Militar de Max Joseph
- Orden al Mérito Militar (Baviera) 2.ª clase con espadas.
- Orden del Águila Roja 2.ª clase con espadas.
- Orden de la Casa Real de Hohenzollern.
- Comandante de la Orden de la Corona de Wurtemberg.
- Gran Oficial de la Orden de San Alejandro con espadas.
- Media luna de hierro.

## Literatura
- Rudolf von Kramer, Otto Freiherr von Waldenfels: VIRTUTI PRO PATRIA. La Real Orden Militar de Baviera Max Joseph. Actos de guerra y libro de honor 1914-1918. Múnich 1966, p. 338.